# Richard Lang (Programmierer)
Richard Lang (* 1956 in Wokingham) ist ein britischer Schachprogrammierer und Unternehmer. Er galt in den 1980er Jahren und teilweise darüber hinaus als bester Programmierer von Schachsoftware. Seine Programme erreichten besonders im Endspiel ein für die damalige Zeit hohes Niveau und konnten auch gegen Schachwelt- und Großmeister Erfolge erzielen.

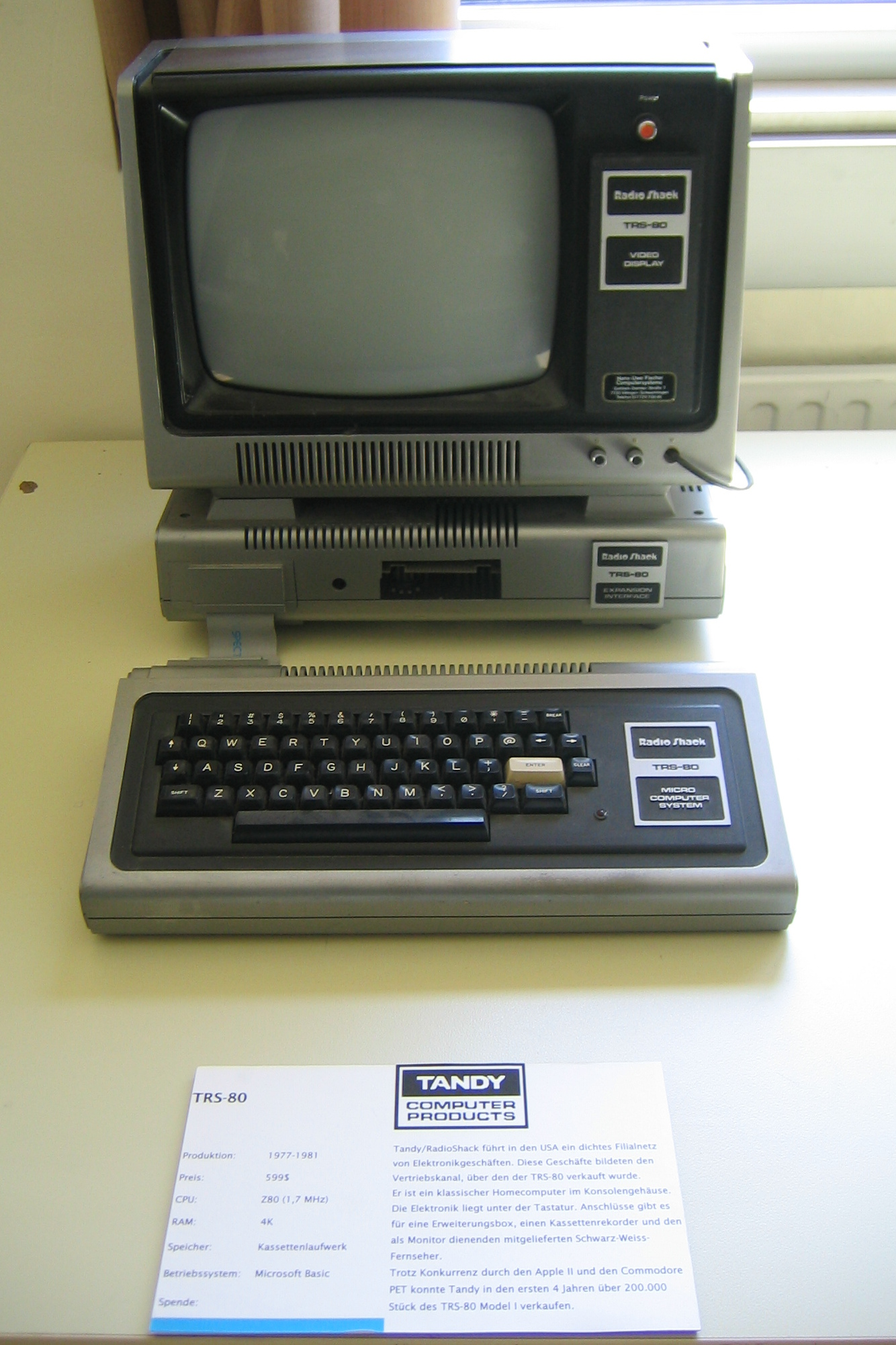
Tandy TRS-80 Model I

## Studium, Beruf und Europameisterschaft
Richard Lang beendete sein Physikstudium mit einem First Master Degree am Imperial College London, wo er auch Kenntnisse in der mathematisch orientierten Programmiersprache Fortran erwarb. Nach dem Studium arbeitete er eine Zeitlang in der Energieversorgungsindustrie und befasste sich bei British Gas mit Forschungsexperimenten bezüglich der Sicherheit bei der Erschließung von natürlichen Flüssiggasvorkommen.
Im Januar 1981 erwarb er einen Tandy-Heimcomputer TRS-80 Model 1 (Z80-CPU mit 1,7 MHz getaktet) von Radio Shack. Nachdem er sich schon zuvor für Schach interessiert hatte, versuchte er sich an einem selbstgeschriebenen Schachprogramm. Er hatte das 1978 erstmals veröffentlichte Buch von Dan und Kathe Spracklen über ihr Schachprogramm Sargon gelesen, das eine vollständige Auflistung der Befehle des Zilog-Z80-Assemblers enthielt. Er sah mehrere Verbesserungsmöglichkeiten, nicht nur bezüglich der Geschwindigkeit, sondern auch in besseren Algorithmen und Wegen, um eine Punktbewertung für Schachstellungen zu erhalten. Im Vergleich mit einem für seinen Computer gekauften kommerziellen Schachprogramm schnitt sein eigenes besser ab. Daraufhin entwickelte er sein in Assembler geschriebenes Programm weiter und gewann mit ihm unter dem Namen Cyrus I im Herbst 1981 die Europameisterschaft.

## Intelligent Software und Psion

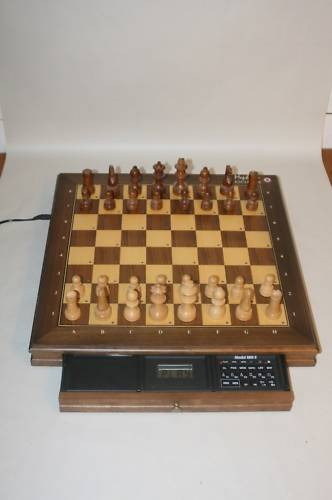
Der Mephisto-Schachcomputer

Nach diesem Erfolg kaufte der Computerspezialist David Levy das Programm, das Lang als Angestellter von „British Gas“ während seiner Freizeit entwickelt hatte, und bot dem 25-jährigen Programmierer die Mitarbeit in seinem Unternehmen Intelligent Software an. Lang war von der Gelegenheit, sein Hobby zum Beruf zu machen, begeistert und entwickelte aus Cyrus I bald nach seinem Beitritt zu Intelligent Software sein erstes offiziell veröffentlichtes Schachprogramm Cyrus II. Unter diesem Namen wurde es im Laufe der Zeit Bestandteil eines frühen Sinclair-Computers sowie der kommerziellen Schachcomputer La Regence (nach dem Pariser Schachtempel Café de la Régence benannt), L'Empereur und später Chess 2001. Die aktuellen Versionen von ChessGenius enthalten noch viel von dem einstigen Hobbyprogramm Cyrus I. Zum Beispiel verwendete Lang (zumindest bis 2003) keine dynamischen Suchbäume, sondern verließ sich stattdessen auf eine statische Austauschroutine.

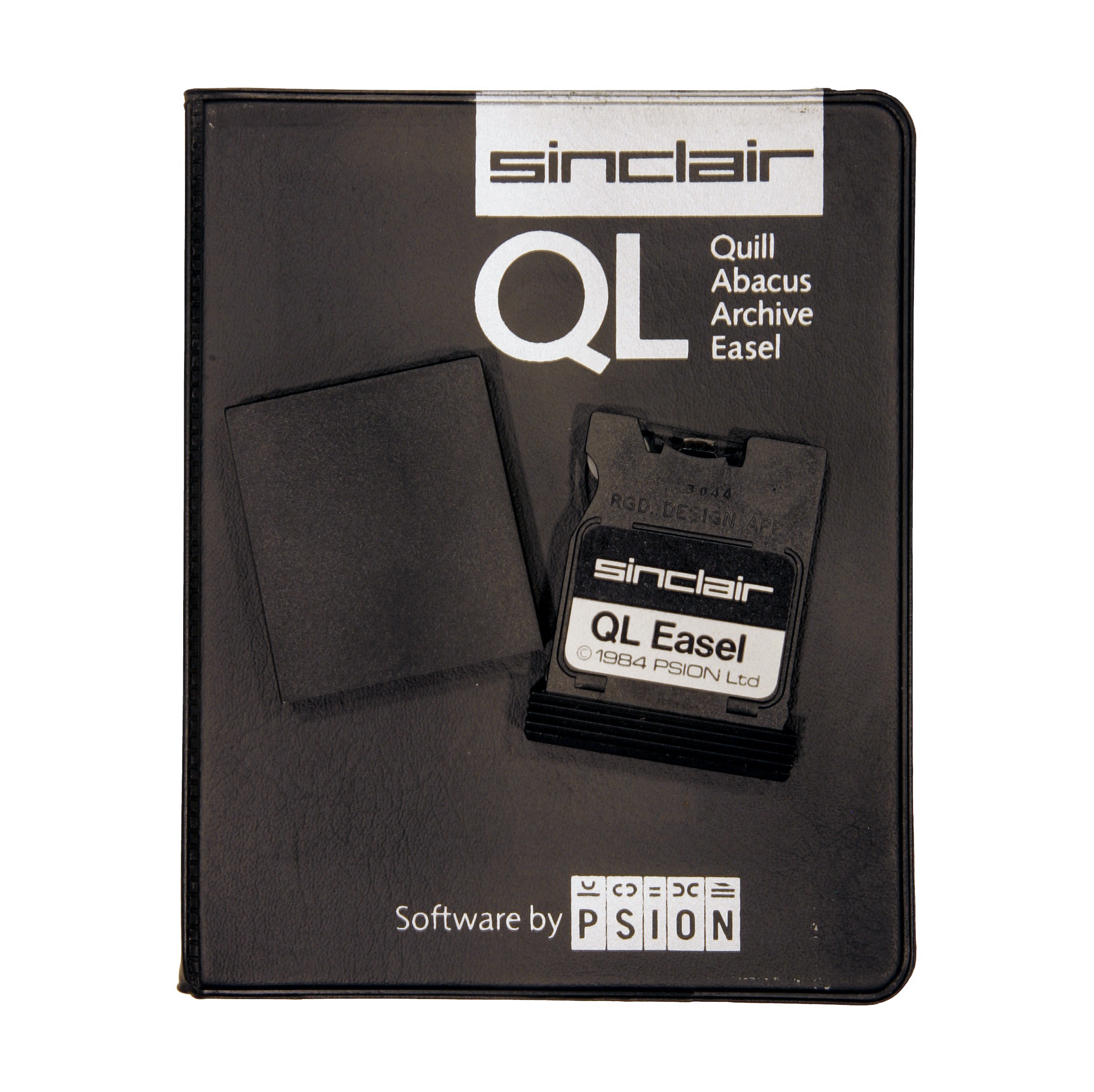
Anwendersoftware von Psion auf Microdrive Cartridges

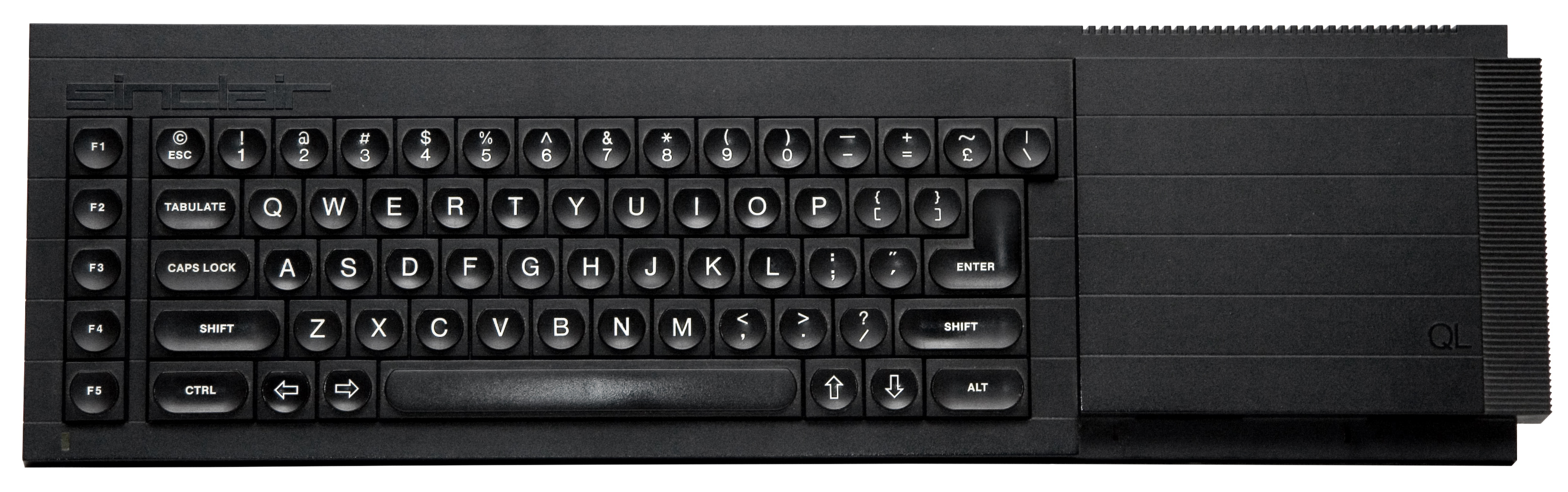
Sinclair QL von oben

1984 machte sich Lang selbständig und arbeitete mit der Softwarefirma Psion zusammen für Software auf IBM-PC, Apple, Atari ST und Sinclair QL. Noch im selben Jahr nahm er mit seinem neuen Programm unter dem Namen Psion Chess im Herbst des Jahres an der Schachweltmeistertitel für Microcomputer (WMCCC) in Glasgow teil. Das Programm lief dort auf einem SAGE II mit einem Motorola 68000er 8 MHz Prozessor. PSION erreichte zusammen mit drei anderen Programmen den ersten Platz. Dieses PSION-Programm wurde dann an Sinclair Research für den Sinclair QL verkauft. Anfang 1985 kam eine verbesserte Version von PSION für den Macintosh heraus, bald danach eine ungefähr gleiche für den IBM Personal Computer.

## Mephisto
Im Mai 1985 kam Lang in Kontakt mit der Münchner Firma Hegener & Glaser und fand dort große Unterstützung. Er konnte sein Programm in den Monaten bis zur Weltmeisterschaft in Amsterdam Anfang September stark verbessern und gewann überlegen auf Mephisto. Das Siegerprogramm von Amsterdam kam als Modul für den mit 12 MHz getakteten 68000er Mephisto-Computer auf den Markt und wurde unter dem Namen „Mephisto Amsterdam“ bekannt. Ungefähr zur gleichen Zeit entstand eine PSION-Version für den 8 MHz ATARI ST.
Nach seinem überzeugenden erneuten Titelgewinn 1985 in Amsterdam holte sich Lang mit seinen ständig verbesserten Programmen auf Mephisto alle folgenden Weltmeisterschaften ungefährdet bis 1990. Die Rekordserie umfasst sieben Titel als Weltmeister der Mikrocomputer von 1984 bis 1990 und zehn Titel von 1984 bis 1993 für Programme. Bei der Entwicklung seiner Programme unterstützten ihn neben dem Team des Unternehmensberaters und Schachexperten Ossi Weiner viele weitere starke Schachspieler bei der Suche nach Fehlern und Ungenauigkeiten. Mit ihrer tatkräftigen Hilfe schuf Lang Schachprogramme, die auch gegen starke Spieler bis hin Großmeister erfolgreich waren und ihm den Beinamen „The King“ („Der König“) einbrachten.
Sein WM-Programm von 1989 gewann 1990 auf dem Mephisto Portorose 68030 souverän die deutsche Blitzmeisterschaft und konnte während einer Simultanvorstellung Exweltmeister Karpov und den deutschen Ausnahmespieler Robert Hübner bezwingen. 1991 hielt das Lyon Programm (Nachfolger des Portorose) ein Blitzmatch gegen Exweltmeister Michail Tal unentschieden. Das Vancouver Programm gewann souverän im März 1992 gegen die gesamte deutsche Schachelite in einem Turnier mit 1 Std. Bedenkzeit pro Partie.

## PC versus Microcomputer
Die lange unangefochtene Position von „König Richard“ begann erst bei der Weltmeisterschaft 1991 in Vancouver zu bröckeln. Er konnte seinen Titel „nur“ in der Herstellergruppe verteidigen. Der Titel in der Software Gruppe ging an den bekannten holländischen Programmierer Ed Schröder mit seiner ChessMachine.
Einerseits war die Vielzahl programmierender Konkurrenz in der Zwischenzeit nicht untätig gewesen. Auf der technischen Seite hatte die rasante Entwicklung bei den Personalcomputern hin zu superschneller Hardware zu einem Preisverfall geführt, den die Microcomputerhersteller nicht mithalten konnten und sie in erhebliche wirtschaftliche Schwierigkeiten brachte. Andererseits waren jetzt auch unbekannte Programmierer in der Lage, schnelle Prozessoren einzusetzen, die der Hardware der Mephisto-Computer deutlich überlegen war.
Richard Lang beantwortete die Herausforderung 1993 auf seine Weise. Obwohl seine Programme in der komplizierten Maschinensprache Assembler geschrieben waren, gelang ihm innerhalb eines halben Jahres die Portierung auf den PC. In dieser kurzen Zeit hatte er nicht nur die Programmlogik umgestellt und auf den neuen Prozessor optimiert, sondern auch die grafische Benutzeroberfläche (mit Fremdunterstützung) entwickelt. Mit dieser Leistung bewies Lang erneut seine programmiertechnische Begabung.
Das Chess Genius genannte neue PC-Programm belegte in kürzester Zeit einen der Spitzenplätze in der schwedischen Eloliste für Schachcomputer. Auf der Weltmeisterschaft 1993 erreichte Lang mit Chess Genius 2 in der Softwaregruppe einen guten dritten Platz. In der Herstellergruppe konnten Hegener & Glaser und Richard Lang mit ihrer Mephisto Wundermaschine (ein 486er PC/66 MHz mit Chess Genius 2, verbaut in einem Mephisto München Brett) knapp vor dem TASC R40 gewinnen. Den Stichkampf um den Absoluten Weltmeister konnte Mephisto mit 1,5 : 0,5 gegen HIARCS ebenfalls für sich entscheiden.
1994 besiegte Lang mit seinem Genius 3 den damaligen Weltmeister Garri Kasparow in einem offiziellen Wettkampf beim Intel World Chess Grand Prix in zwei 25 Minuten-Schnellschach-Partien mit 1,5 : 0,5. Auf der 13.WMCCC 1995 in Paderborn teilte sich Richard Lang mit Marty Hirsch den Titel „Professioneller Microcomputer-Schachweltmeister“, obwohl sein Chess Genius nach Feinwertung nur den zweiten Platz belegt hatte. Im folgenden Stichkampf um den Titel des „Absoluten Microcomputer-Schachweltmeisters“ unterlag Richard dann aber dem neuen Weltmeister M-Chess.
In der Zeit danach brachte Lang zwar noch einige Versionen seines Erfolgsprogramms Chess Genius heraus, trumpfte jedoch nicht mehr in spektakulären Wettkämpfen auf. Er beschäftigte sich als Unternehmer mit Implementierungen seines Programms auf PDAs, Smartphones und anderen mobilen Endgeräten.